# Georgeïta
La georgeïta és un mineral de la classe dels carbonats. Rep el seu nom en honor de George Herbert Payne (1912-1989).

## Característiques
La georgeïta és un carbonat de coure. L'estiu de 2023 l'espècie va ser redefinida per l'Associació Mineralògica Internacional com un hidròxid amorf en fase alfa, de fórmula química [Cu(OH)₂-x(H₂O)x][(CO₃)]x/₂. Forma revestiments pulverulents que poden ser massius i tant fins com gruixuts. La seva duresa a l'escala de Mohs és d'1 a 2.
Segons la classificació de Nickel-Strunz, la georgeïta pertany a «05.BA: Carbonats amb anions addicionals, sense H₂O, amb Cu, Co, Ni, Zn, Mg, Mn» juntament amb els següents minerals: glaucosferita, kolwezita, malaquita, mcguinnessita, nul·laginita, pokrovskita, rosasita, zincrosasita, txukanovita, auricalcita, hidrozincita, holdawayita, defernita, loseyita i sclarita.

## Formació i jaciments
La georgeïta és un mineral secundari rar que va ser descobert en porcions rovellades de dipòsits de sulfur de Ni-Cu a la mina de níquel Carr Boyd Rocks, a la Comarca de Menzies (Austràlia Occidental, Austràlia). També ha estat trobada a la mina Hilarion, a Lorium (Àtica, Grècia) i a la mina Britannia, al mont Snowdon (Gal·les, Regne Unit).
Sol trobar-se associada a altres minerals com: malaquita, calconatronita, magnesita niquèlica i guix.